# Udeocorini
Tribu
Les Udeocorini sont une tribu d'insectes hétéroptères (punaises) de la famille des Rhyparochromidae (Lygaeoidea).

## Description
Les Udeocorini ont des formes du corps variables. Ils sont proches des Myodochini, avec les stigmates (ou spiracles) abdominaux dorsaux sur les segments 2 à 4 et ventraux sur les segments 5 à 7. Mais ils s'en distinguent par le fait qu'ils présentent, entre les tergites et les latérotergites (qui forment le connexivum) une seconde série de latérotergites (mesolatérotergites), alors que chez les Myodochini, ces mesolatérotergites sont absents. Les juvéniles ont une suture antérieure de l'abdomen se terminant de côté en « Y », et les orifices des glandes odoriférantes se situent entre les tergites 3 et 4, 4 et 5 et 5 et 6,.

## Répartition
Les Udeocorini se rencontrent principalement dans la région australienne (jusqu'en Nouvelle-Zélande), où ils occupent diverses niches écologiques, qui, dans d'autres régions du monde, sont occupées par d'autres Rhyparochromidae. Selon Slater, ils seraient à cette famille l'équivalent des Marsupiaux au sein des mammifères.
Toutefois, quatre genres se rencontrent sur le continent américain, du Sud-Ouest des États-Unis à l'Amérique du Sud, jusqu'en Patagonie. Un genre a été trouvé en Inde, et un autre est présent en Afrique (mais dont l'attribution aux Udeocorini est discutée),,. L'espèce Tempyra biguttula d'origine américaine, a été introduite en Europe de l'Ouest (du Portugal à l'Italie), où elle pourrait être invasive,.

## Biologie
Leur biologie est peu connue. Schuh raconte avoir observé une immense concentration d’Udeocoris nigroaeneus dans un champ de blé moissonné en Australie occidentale, estimant que comme chez les Orsillinae, cette espèce pourrait se déplacer de ses plantes hôtes habituelles vers des cultures, avec un potentiel de dégâts importants.  
Le genre Laryngodus, avec trois espèces australiennes, semble un cas unique parmi les Rhyparochromidae, en ce qu'il a été trouvé uniquement, et à tous les stades, sur un genre hôte, Allocasuarina (Casuarinaceae, famille endémique d'Australie, proche des Betulaceae). Ce genre présente également un dimorphisme sexuel important, les mâles ayant des antennes et le pronotum plus longs que les femelles. 
Certaines espèces sont myrmécomorphes, comme dans le genre Daerlac. 

## Galerie

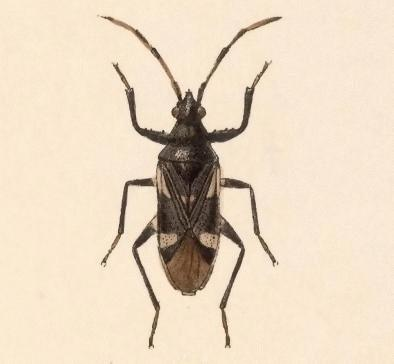
Bathycles maculatus, détail d'une lithographie de Biologia Centrali-Americana: Insecta. Rhynchota, vers 1893.
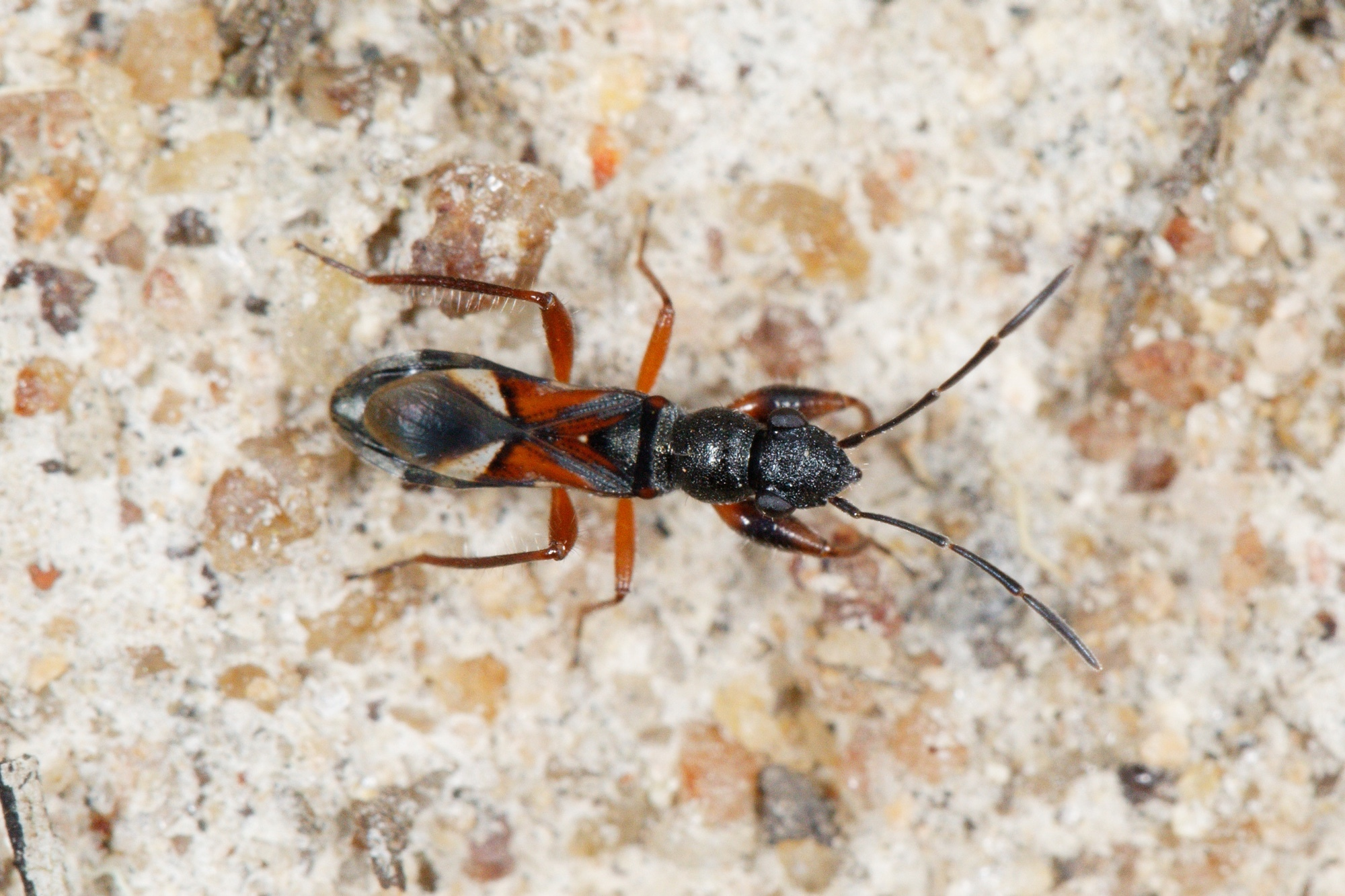
Daerlac cephalotes, Australie, espèce myrmécomorphe.
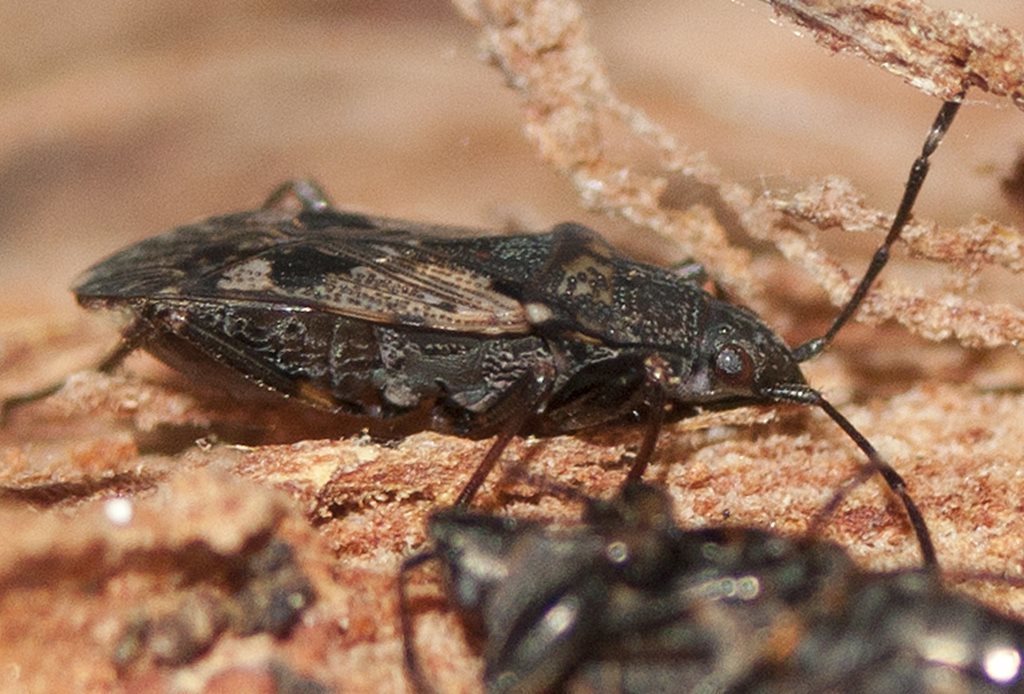
Euander lacertosus, Australie.
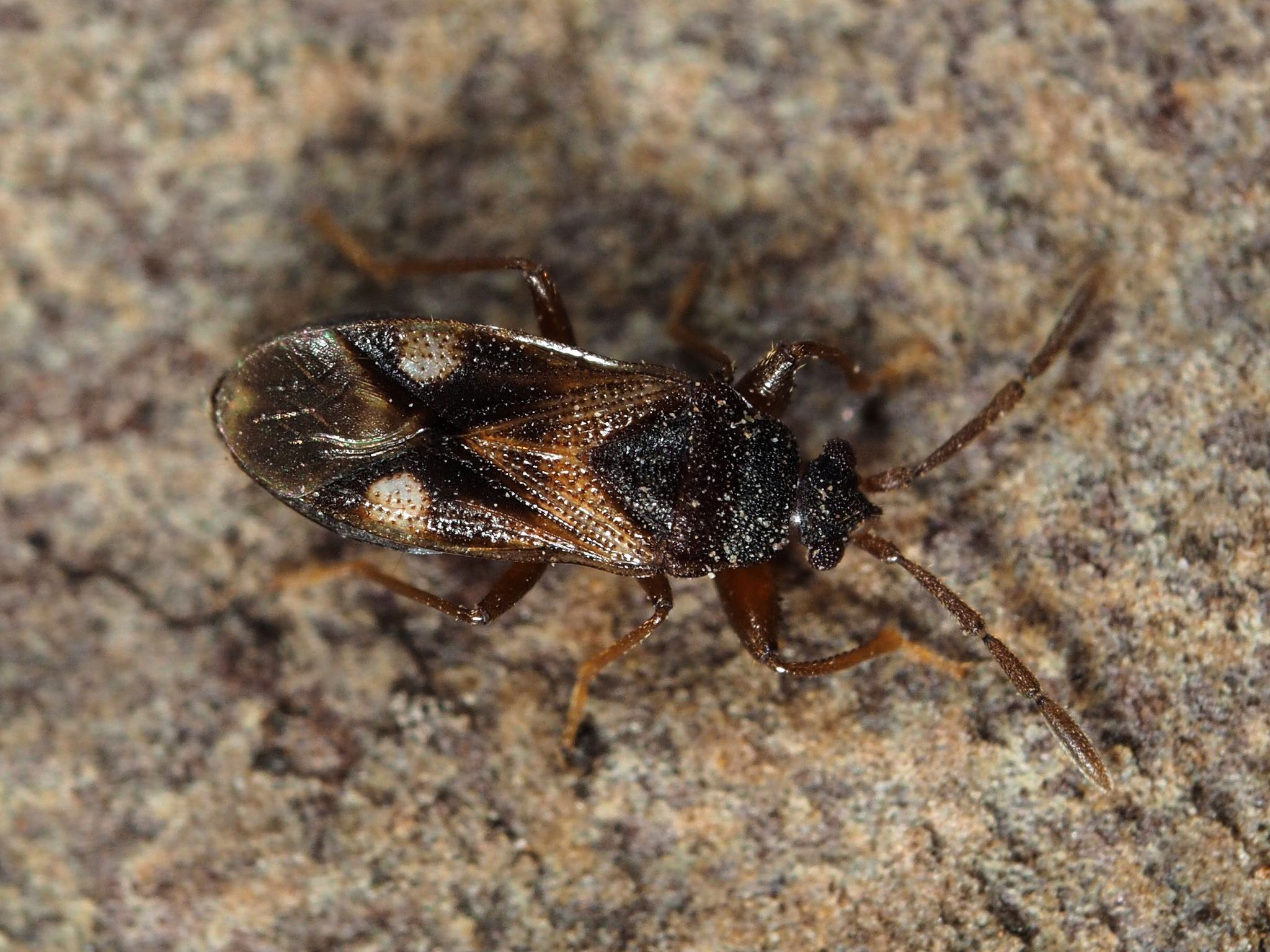
Tempyra biguttula, Italie, 2022 .

## Systématique
Les Udeocorini ont été séparés des Myodochini, au sein desquels ils étaient auparavant compris, par l'entomologiste américain Merrill Henry Sweet (d), en 1967, sur la base du critère de la présence de mesolatérotergites. Le genre type est Udeocoris Bergroth, 1918,.
Cette tribu comprend une quinzaine de genres et une quarantaine d'espèces. Le site Lygaeoidea Species Files offre un catalogue en ligne. Il n'y a pas de fossile connu.

### Liste des genres
Selon BioLib (24 décembre 2022), complété à partir de Lygaeoidea Species Files :
- genre Astemmoplitus Spinola, 1852
- genre Astemmoplitus Spinola, 1852
- genre Bathycles Distant, 1893
- genre Cryptocoris Gross, 1962
- genre Daerlac Signoret, 1881
- genre Euander Stål, 1865
- genre Fontejanus Breddin, 1904
- genre Fontejus Stål, 1862
- genre Insulicola Kirkaldy, 1908
- genre Laryngodus Herrich-Schäffer, 1850
- genre Neosuris Barber, 1924
- genre Porander Gross, 1962
- genre Serranegra Lindberg, 1958
- genre Telocoris Gross, 1962
- genre Tempyra Stål, 1874
- genre Udeocoris Bergroth, 1918
- genre Udeopamera Slater, 1978
- genre Zygocoris Gross, 1962